# Matrislogaritm
Inom matematiken är matrislogaritm en generalisering av begreppet logaritm till att gälla även kvadratiska matriser. Matrislogaritmen är den inversa matrisfunktionen till matrisexponentialen.

## Definition och egenskaper
En matris B är logaritmen till en matris A om A är matrisexponentialen av B:
{\displaystyle \mathrm {e} ^{B}=A}
Matrislogaritmen har följande egenskaper:
- En matris har en logaritm om och endast om den är inverterbar.
- En reell matris kan ha en komplex matris som logaritm.
- Matrislogaritmen är inte unik.

## Beräkning

### För diagonaliserbara matriser
Om D är en diagonalmatris är logaritmen av D en diagonalmatris med diagonalelement som är logaritmen (för skalärer) av D:s diagonalelement, dvs:
{\displaystyle \ln {\begin{pmatrix}\lambda _{1}&0&\cdots &0\\0&\lambda _{2}&\cdots &0\\\vdots &\vdots &\ddots &\vdots \\0&0&\cdots &\lambda _{n}\end{pmatrix}}={\begin{pmatrix}\ln {\lambda _{1}}&0&\cdots &0\\0&\ln {\lambda _{2}}&\cdots &0\\\vdots &\vdots &\ddots &\vdots \\0&0&\cdots &\ln {\lambda _{n}}\end{pmatrix}}}
För en diagonaliserbar matris A, dvs A = TDT-1, gäller att ln A = T ln DT-1.

### För ej diagonaliserbara matriser
Alla kvadratiska matriser kan skrivas på Jordans normalform, dvs A = TJT-1 där J är en blockdiagonal matris där blocken är Jordanblock. Ett Jordanblock Jp kan skrivas som:
{\displaystyle J_{p}={\begin{pmatrix}\lambda &1&0&\cdots &0\\0&\lambda &1&\cdots &0\\0&0&\lambda &\cdots &0\\\vdots &\vdots &\vdots &\ddots &\vdots \\0&0&0&0&\lambda \end{pmatrix}}=\lambda {\begin{pmatrix}1&\lambda ^{-1}&0&\cdots &0\\0&1&\lambda ^{-1}&\cdots &0\\0&0&\lambda &\cdots &0\\\vdots &\vdots &\vdots &\ddots &\vdots \\0&0&0&0&\lambda ^{-1}\end{pmatrix}}=\lambda (1+N)}
Där N är en nilpotent matris med λ-1 i diagonalen ovanför huvuddiagonalen.
Vi kan nu använda Maclaurinutvecklingen av ln(1+x):
{\displaystyle \ln {(1+x)}=x-{\frac {x^{2}}{2}}+{\frac {x^{3}}{3}}-{\frac {x^{4}}{4}}+...}
Så att:
{\displaystyle \ln {J_{p}}=\ln {(\lambda (I+N))}=\ln {(I\lambda )}+\ln {(I+N)}=(\ln {\lambda })I+N-{\frac {N^{2}}{2}}+{\frac {N^{3}}{3}}-{\frac {N^{4}}{4}}+...}
Då N är nilpotent kommer Nk = 0 för något k, så att serien i slutet kommer att konvergera mot en matris.

### Exempel
Matrisen:
{\displaystyle A={\begin{pmatrix}1&1\\0&1\end{pmatrix}}}
är ett Jordanblock. Vi får då att:
{\displaystyle \ln {A}=(\ln {1})I+{\begin{pmatrix}0&1\\0&0\end{pmatrix}}={\begin{pmatrix}0&1\\0&0\end{pmatrix}}}